# つのしま (掃海艇)
つのしま（ローマ字：JS Tsunoshima, MSC-683）は、海上自衛隊の掃海艇。すがしま型掃海艇の3番艇。艇名は角島に由来する。
本記事は、本艇の艦暦について主に取り扱っているため、性能や装備等の概要についてはすがしま型掃海艇を参照されたい。

## 艦歴

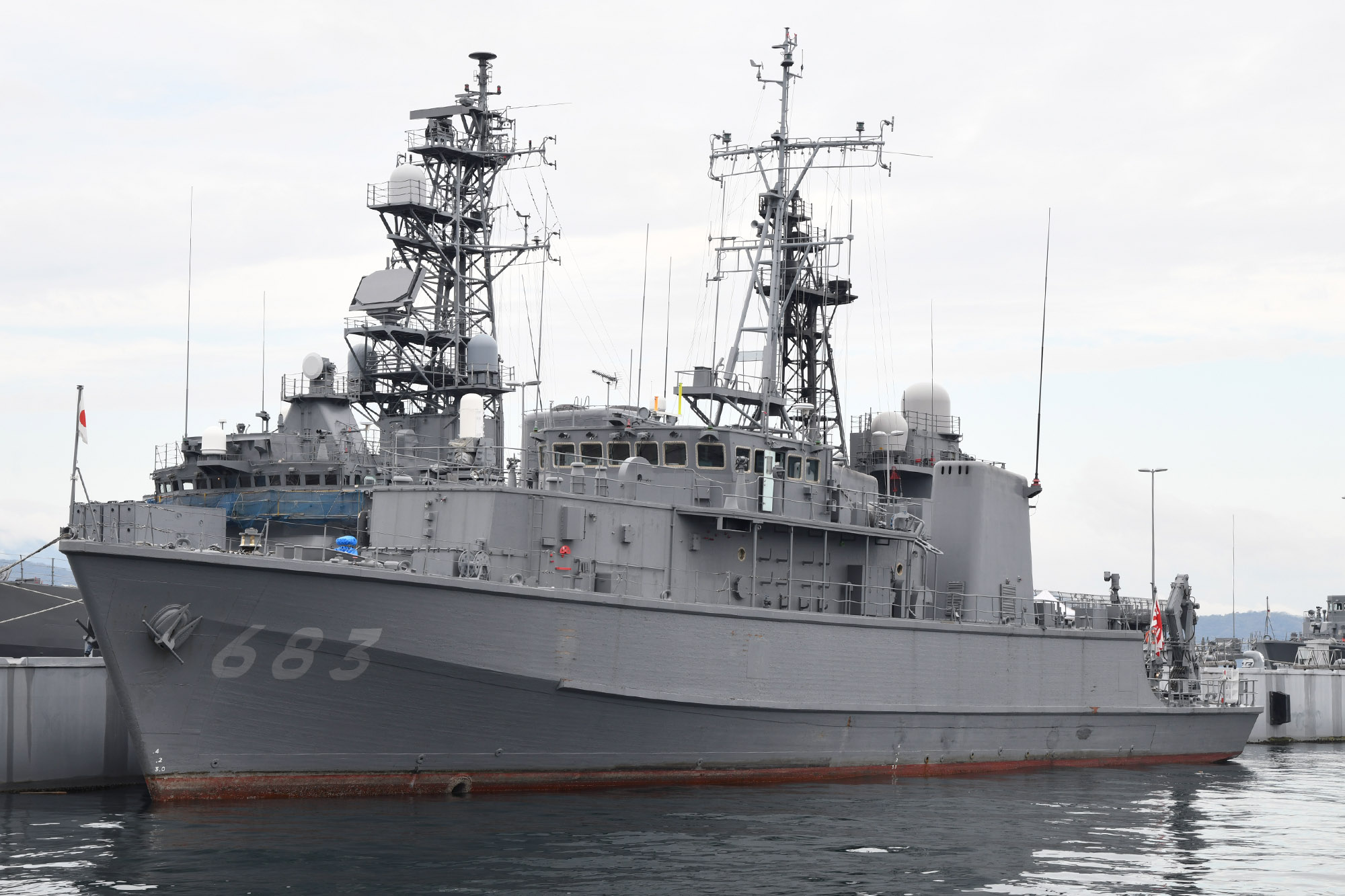
除籍前の「つのしま」

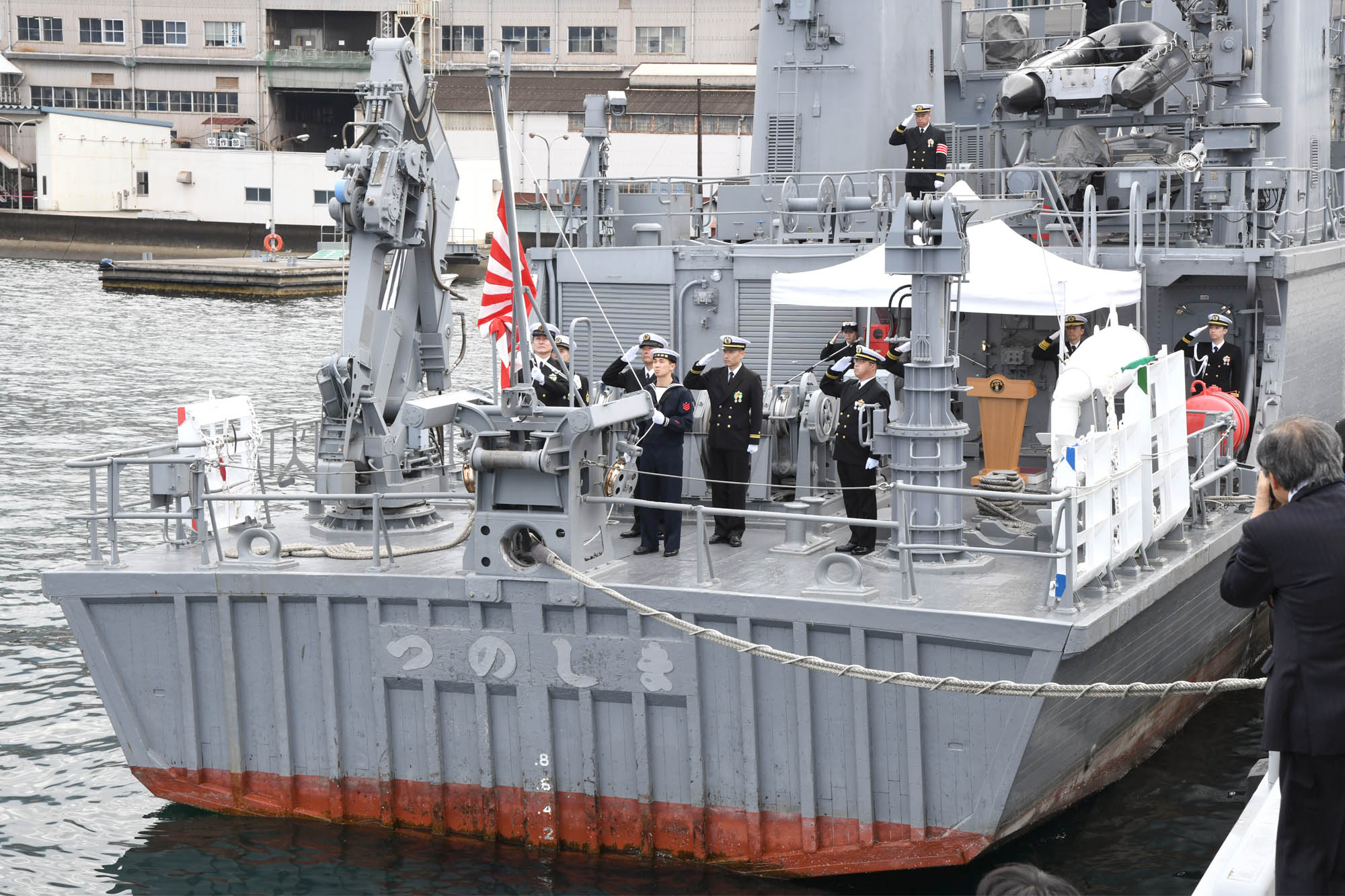
自衛艦旗返納行事の様子

「つのしま」は、平成8年度計画掃海艇383号艇として、日立造船神奈川工場で1997年8月7日に起工され、1998年10月22日に進水、2000年3月13日に就役し、掃海隊群第3掃海隊（横須賀）に編入された。
2004年2月16日、第3掃海隊が廃止となり、横須賀地方隊第41掃海隊に編入。
2011年3月11日に発生した東北地方太平洋沖地震による東日本大震災に対し、災害派遣のため横須賀から緊急出港する。3月20日午後4時45分、補給艦「とわだ」からガソリン200リットル、粘着テープ10個、60枚入りゴミ袋1個、洗剤、防護衣、ポリタンク6個、ブルーシート6個、給油ポンプ2個などが運び込まれた。4月1日午後12時50分、艦載艇により気仙沼沖で遺体1体を収容。4月25日から4月26日、宮城県沿岸部の行方不明者集中捜索に参加。
2014年5月16日、呉地方隊阪神基地隊第42掃海隊に編成替え。
同年11月20日から11月30日、日向灘掃海特別訓練に参加。
2015年6月19日から6月28日、硫黄島周辺海域で平成27年度実機雷処分訓練に参加。
2017年2月1日から2月10日、伊勢湾で平成28年度機雷戦訓練に参加。同年6月16日から6月25日、硫黄島沖で実機雷処分訓練に参加。
2017年6月16日から6月25日までの間、掃海母艦「ぶんご」、掃海艇「ちちじま」、「はつしま」、「ししじま」、「あいしま」、「くろしま」、SH-60Jと共に平成29年度実機雷処分訓練に参加し、硫黄島周辺海域にて機雷掃海、機雷掃討、水中処分員による機雷処分訓練を実施。
2018年8月6日17時頃、種子島の東約50 kmの海域を北西進する中国海軍のジャンカイII級フリゲート2隻、フチ級補給艦1隻による艦隊を発見した。その後、当該艦隊が大隅海峡を西進し東シナ海に出たことを確認するまでの間、所要の情報収集・警戒監視を行った。
2018年8月8日朝5時頃、口永良部島の西約40 kmの海域を東進する中国海軍のジャンカイII級フリゲート2隻、フチ級補給艦1隻による艦隊を発見した。その後、当該艦隊が大隅海峡を東進し太平洋に出たことを確認するまでの間、海上自衛隊第43掃海隊「うくしま」、第1航空群所属のP-3C哨戒機と共に所要の情報収集・警戒監視を行った。
2019年6月15日から6月24日までの間、掃海母艦「うらが」、掃海艦「あわじ」、「ひらど」、掃海艇「はつしま」、「なおしま」、「とよしま」、「あおしま」と共に令和元年度実機雷処分訓練及び掃海特別訓練（日米共同訓練）に参加し、硫黄島周辺海域にてアメリカ海軍の水中処分隊と共同して機雷掃海、機雷掃討、水中処分員による機雷処分訓練を実施。
2021年5月27日、来島海峡西方海域で発生した貨物船「白虎」沈没に伴う捜索支援のため災害派遣。同年5月29日から6月1日までの間、潜水艦隊第2潜水隊群の潜水艦救難艦「ちよだ」、第3掃海隊の掃海母艦「ぶんご」、掃海艇「みやじま」及び海上自衛隊第24航空隊（小松島）のSH-60J×1機と共に捜索活動を実施。
2023年6月20日から6月29日までの間、掃海母艦「うらが」、輸送艦「おおすみ」、掃海艇「ひらしま」、「みやじま」、「ししじま」、「なおしま」と共に令和5年度実機雷処分訓練及び掃海特別訓練（日米共同訓練）に参加し、硫黄島にてアメリカ海軍の水中処分隊と共同して対機雷戦（機雷掃討）及び水中処分訓練を実施。
2024年1月22日、除籍準備のため、呉基地に向けて定係港の阪神基地を出港した。
同年3月12日、除籍。24年間で地球10周分以上にあたる45万km余りを航海した。